# Hurricane (piosenka Boba Dylana)
Hurricane – piosenka napisana przez Boba Dylana i Jacques’a Levy’ego w 1975 roku. Ten protest song został wydany w 1976 roku na albumie Desire oraz na singlu (strona 1. „Hurricane (Part I)”, strona 2. „Hurricane (Part II)”).

## Historia i charakter
Piosenka ta została nagrana 24 października 1975 r. w Columbia Studio 1 w Nowym Jorku. Sesja nagraniowa w całości poświęcona była nagraniu tylko tego utworu – powstało 10 wersji piosenki. Utwór, który znalazł się na albumie i został wydany na singlu w listopadzie 1975 r., powstał z połączenia wersji drugiej z szóstą. Wykonywany przez Boba Dylana utwór liczy 8 minut 33 sekundy i opowiada historię czarnoskórego boksera Rubina Cartera niesłusznie skazanego na karę dożywotniego więzienia. Fałszywy proces i skazanie przedstawione jest w piosence jako akt rasizmu przeciwko pretendentowi do tytułu mistrza wagi średniej.
Piosenka Dylana stała się bardzo kontrowersyjna. Artystę krytykowano m.in. za brak obiektywizmu, jednostronne zaangażowanie się po stronie oskarżonego i nieprzedstawienie jego kryminalnej przeszłości.
Zamieszczona w albumie Desire wydanym w styczniu 1976 roku przyczyniła się do upublicznienia sprawy boksera. W utworze na skrzypcach zagrała Scarlet Rivera.

### Tło
Inspiracją do napisania piosenki była autobiografia Cartera pod tytułem The Sixteenth Round (16. runda) w której bokser przedstawia siebie jako ofiarę kręgów, którym nie w smak była jego walka o prawa Afroamerykanów. Carter został wraz ze swoim przyjacielem Johnem Artisem oskarżony o potrójne morderstwo, jakiego rzekomo dopuścił się w restauracji Laffayete Grill w Paterson w stanie New Jersey 17 lipca 1966 roku. Akt oskarżenia opierał się na poszlakach, zeznaniach kryminalisty Alfreda Bello oraz dwojga ludzi, którzy widzieli samochód i dwóch czarnoskórych mężczyzn wchodzących do baru. Faktem jest, że badanie wariografem nie wykazało, iż Carter ani Artis są winni morderstw. Sąd jednak na podstawie słabych dowodów skazał ich na dożywocie.

## Personel
- Bob Dylan – gitara, wokal
- Steven Soles – gitara
- Scarlet Rivera – skrzypce
- Rob Rothstein – gitara basowa
- Howie Wyeth – perkusja
- Luther Rix – kongi
- Ronee Blakley – wokal towarzyszący

## Pozostałe informacje
Kolejne apelacje dotyczące sprawy oskarżenia Cartera i Johna Artisa o potrójne morderstwo składane przez oskarżonych przyniosły skutek dopiero w latach 80. Sędzia Sądu Najwyższego w 1985 roku uznał, że proces z 1967 r. nie był uczciwy, a akt oskarżenia opierał się na przesłankach rasistowskich.